# Georg Herwegh
(G. Herwegh, Der armen Jakob und die kranke Liese)
Georg Herwegh (Stoccarda, 31 maggio 1817 – Lichtental, 7 aprile 1875) è stato un poeta e rivoluzionario tedesco.

## Biografia
Georg Friedrich Rudolph Theodor Herwegh nacque da Ludwig Ernst e Rosine Catharina Herwegh, gestori di un'osteria di Stoccarda. Dal 1828 studiò nella scuola latina di Balingen dove ebbe per compagno studi Gottlieb Rau e dal 1831 al 1835 frequentò il Ginnasio evangelico di Maulbronn da dove passò nell'Università di Tubinga per studiare teologia e diritto, ma ne fu espulso l'anno seguente: s'impiegò allora come giornalista nei periodici Europa e Telegraph für Deutschland.
Assolse agli obblighi di leva nel 1838 e nel 1839, durante un ballo in maschera, venuto a diverbio con un ufficiale e minacciato di essere nuovamente arruolato a forza, fuggì in Svizzera, ad Emmishofen prima e poi a Zurigo, dove s'impiegò nella rivista Volkshalle e divenne amico del poeta August Follen.
Aveva già cominciato a scrivere i primi versi: una delle poche poesie che non trattano i temi sociali e politici consueti dell'Herwegh maturo sono le Strophen aus der Fremde (Strofe fuori della patria), che commuovevano ancora le buone borghesi di fine Ottocento:
Appena il nuovo re di Prussia, Federico Guglielmo IV, salì al trono nel 1840, Herwegh gli inviò un'ode, invitandolo a diffidare dei nobili reazionari della corte, e nell'estate del 1841 apparve il primo volume delle sue Gedichte eines Lebendigen (Poesie di un vivente), che lo resero popolare per la satira che vi conduce contro le Briefen eines Verstorbenen (Lettere di un morto) del principe Hermann von Pückler-Muskau e per l'esaltazione di quella libertà politica e civile che in Germania era negata.
In autunno Herwegh fu a Parigi, incontrandovi Heinrich Heine il quale, nella poesia Gegen die Tendenz lo chiamò scherzosamente «allodola d'acciaio». Tornato a Zurigo nel 1842, polemizzò con i giornalisti conservatori della città dalle pagine dell'Augsburger Allgemeine Zeitung e del Schweizerischer Republikaner di Julius Fröbel, così da essere condannato a un'ammenda dal tribunale di Zurigo.

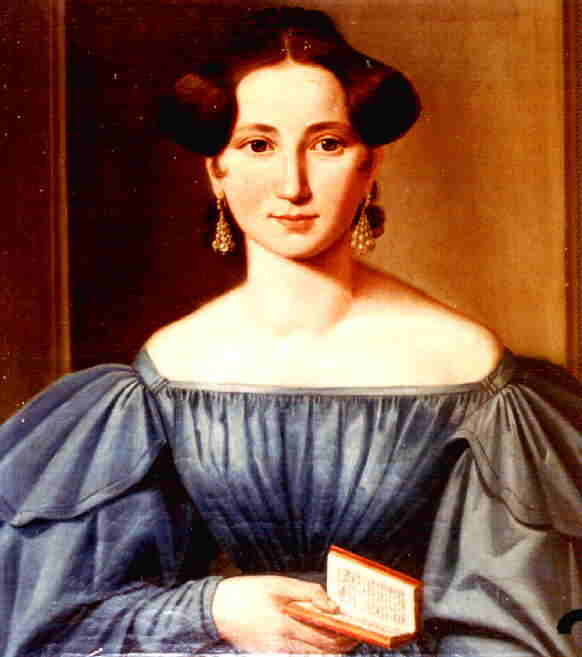
La moglie Emma Siegmund

Collaborò con la Rheinische Zeitung allora diretta da Marx a Colonia e progettò i Deutschen Boten aus der Schweiz, organo di lotta contro la politica sociale degli Stati tedeschi. Si legò di amicizia con Ludwig Feuerbach; tornò in Germania per organizzarvi il suo progetto, compiendo un lungo giro: a Colonia ottenne appoggio da Marx, a Dresda conobbe Arnold Ruge, Michail Bakunin e Ivan Turgenev, a Lipsia Robert Prutz, Heinrich Laube e Robert Blum. Ottenuta udienza dal re di Prussia Federico Guglielmo IV per avere garanzie che la sua rivista potesse circolare liberamente in Germania, questi, per tutta risposta, la fece immediatamente proibire. Tornato in Svizzera, Herwegh prese la cittadinanza di Basilea e cominciò a stabilire contatti con le organizzazioni comuniste del luogo.
Qui si sposò con Emma Siegmund, figlia di un ricchissimo mercante di seta e banchiere di Berlino, e frequentò Ludwig Büchner, August Becker e Wilhelm Weitling, il dirigente della Lega dei Giusti. Fino al 1843 fu redattore della rivista Die junge Generation e pubblicò 21 Bogen aus der Schweiz, una collezione di articoli censurati in Germania.
Nel 1843 risiedette a Parigi, frequentandovi Marx e la moglie Jenny, Bakunin, Moses Hess, George Sand, Victor Hugo, Lamartine, Béranger, Carl Vogt e altri intellettuali progressisti. L'anno dopo pubblicò il secondo volume delle sue Poesie di un vivente, dove le sue idee repubblicane sono ancor più vigorosamente espresse.

### La Rivoluzione del marzo 1848
Dopo la Rivoluzione parigina del febbraio 1848 e all'inizio della Rivoluzione tedesca del marzo successivo, Herwegh è eletto alla presidenza del Comitato repubblicano e della Legione democratica tedesca, una truppa di volontari francesi e tedeschi. Senza dare ascolto all'opposizione manifestata da Marx e da Engels, con questa armata improvvisata di poche migliaia di uomini entra nel Baden insorto. Il 27 aprile la Legione è facilmente battuta e dispersa a Schwörstadt dall'esercito del Württemberg: anche le bande di Friedrich Hecker erano state sconfitte a Kandern, nella Foresta Nera, prima che potessero congiungersi con le forze di Herwegh, il quale deve nuovamente fuggire in Svizzera.
La Zurigo degli anni cinquanta era un luogo di incontro di molte personalità, come Richard Wagner, Gottfried Semper, Wilhelm Rüstow, Franz Liszt e Aleksandr Herzen, con il quale ci fu però una rottura, a causa dell'assiduo corteggiamento fatto da Herwegh alla moglie Natalie, forse in risposta alla relazione amorosa intrecciata da Emma con Felice Orsini. Continuò a collaborare con la stampa liberale svizzera e, anonimamente, per la rivista satirica Kladderadatsch. Nel 1859 tradusse in tedesco l'inno di Garibaldi: «Die Gräben sind offen, die Toten erstanden»
Nel 1863 Herwegh fu il delegato in Svizzera del movimento costituito da Ferdinand Lassalle, l'ADAV, Allgemeiner Deutscher Arbeiterverein (Associazione Generale Tedesca dei Lavoratori) che costituì il primo nucleo del futuro Partito Socialdemocratico di Germania. Egli ne scrisse l'inno ufficiale Mann der Arbeit, aufgewacht! (Lavoratore, svegliati!). Herwegh prese poi le distanze da Lassalle, non condividendone il riformismo e il compromesso con Otto von Bismarck.
Nel 1866 ritornò in Germania, corrispondente tedesco della Prima Internazionale, e nel 1869 con August Bebel e Wilhelm Liebknecht fondò lo SDAP, Sozialdemokratischen Arbeiterpartei (Partito dei Lavoratori socialdemocratici) su basi marxiste. Collaborò al bollettino socialista Der Volksstaat, pubblicandovi poesie nelle quali condannò il militarismo prussiano, la guerra franco-prussiana - gli sembrava che la Prussia, con la sua vittoria sulla Francia, avesse voluto cancellare il glorioso 1789 - e il neo-costituito impero tedesco: esso è il «Reich der Reichen», l'Impero dei ricchi, e nella poesia An Richard Wagner scrisse che «l'unica vera musica dell'avvenire / è quella suonata dall'orchestra di Krupp».  Per questo motivo, quando morì il 7 aprile 1875 a Lichtental, presso Baden-Baden, lasciò per testamento la volontà di essere sepolto «nella libera terra svizzera»: e così i suoi resti sono custoditi nel cimitero di Liestal, accanto a quelli della moglie Emma.

## Opere
- Leicht Gepäck (1840)
- Gedichte eines Lebendigen, volume I (1841)
- Einundzwanzig Bogen aus der Schweiz (1843)
- Gedichte eines Lebendigen, volume II (1844)
- Zwei Preußenlieder (1848)
- Viertägige Irr- und Wanderfahrt mit der Pariser deutsch-demokratischen Legion in Deutschland und deren Ende durch die Württemberger bei Dossenbach (1850)
- Die Schillerfeier in Zürich (1860)
- Neue Gedichte, postume (1877)